# Alejandra Toussaint
Alejandra Toussaint (Ciudad de México, 7 de febrero de 1986) es una actriz mexicana. Ascendió a la fama tras su polémica participación en el reality show de TV Azteca Survivor México, en donde la conocida "Chamana" fue unos de los personajes más recordados. También fue reconocida, en 2014, con El Laurel de Oro por su trayectoria como actriz.

## Trayectoria
Estudió en la escuela Actor's Sud en Marsella, posteriormente se especializó en actuación para cine con Patricia Sterlin en París. Sus primeros trabajos los realizó en Francia.
Realizó la serie Acción Ecosistemas, siendo la imagen de las reservas naturales del país.

### Cine
- 2022: The last Animal
- 2021: Forgiveness
- 2021: El rey de todo el mundo[6]
- 2019: Loco fin de semana
- 2017: Elogio a las Armas
- 2017: Despertar
- 2012: Amante de lo ajeno
- 2012: Morgana
- 2010: Entre piernas
- 2008: Volverte a ver .[7][8][9][10]

### Televisión
- 2022: MasterChef Celebrity (México)[11]
- 2022: Mi tío[12]
- 2021: Survivor México
- 2021: El juego de las llaves
- 2018: 3 familias (telenovela mexicana)
- 2017: El César (serie de televisión)
- 2016: Había una vez
- 2016: Perseguidos
- 2015: El Señor de los Cielos
- 2012: Estado de gracia.[13]

### Teatro
- 2015: Ojalá y el Amor Bastara
- 2013: Padres, madres, hijos e hijas.[14][15]

## Reconocimientos
- 2018 Madrina de la Semana Internacional de Cine de Santander
- 2014 El Laurel de Oro por trayectoria como actriz
- Fue la imagen oficial y maestra de ceremonias del Festival Internacional de Cine de Guadalajara.[2]